# Neolitsea oblongifolia
Neolitsea oblongifolia là loài thực vật có hoa trong họ Nguyệt quế. Loài này được Merr. & Chun miêu tả khoa học đầu tiên năm 1935.